# الاتحاد السعودي للكرة الطائرة
الاتحاد السعودي لكرة الطائرة، هو الجهة الراعية لرياضة كرة الطائرة في المملكة العربية السعودية، يرأسه الدكتور خالد بن منصور الزغيبي ، وتشرف عليه وزارة الرياضة، تأسس في عام 1963، يقيم الاتحاد عدد من المسابقات المحلية مثل الدوري الممتاز، دوري الدرجة الأولى، وبطولة النخبة وبطولة الكأس وبطولات الفئات السنية على مستوى المملكة ، ويقام سنويا مهرجان البراعم لاكتشاف الأطوال على مستوى المملكة، ويبلغ عدد الأندية الممارسة للعبة تحت إشرافه 128 نادي.